# Arábia Feliz

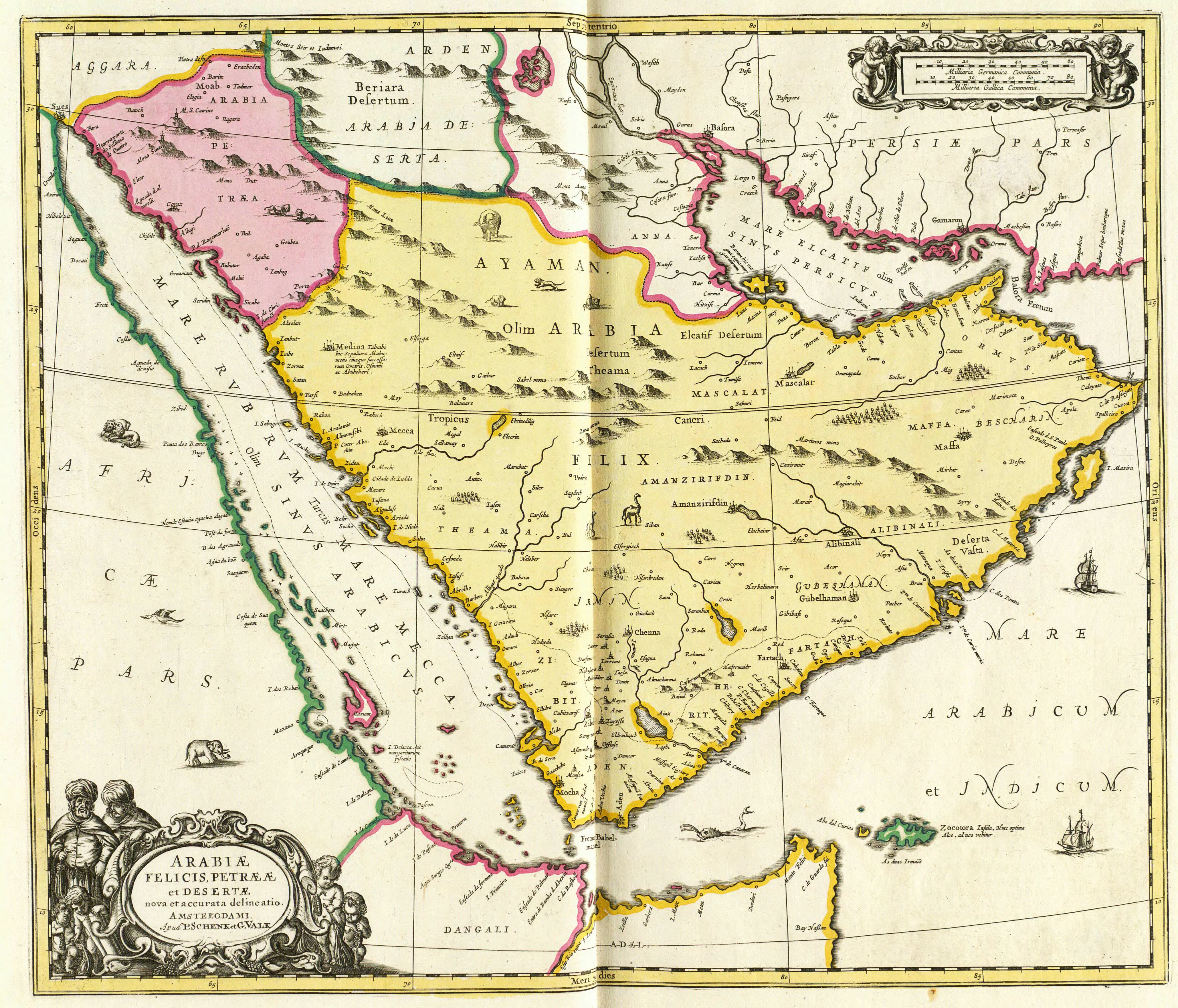
Localização da Arabia Felix (área amarela), tendo,
ao norte, a Arábia Pétrea (rosa) e a Arábia Deserta (branca).
Mapa do século XVII, por Schenk, Valck e Janssonius

Arábia Feliz (em latim: Arabia Felix; também referida, na literatura, como Fertile Arabia; em grego: Εὐδαιμονία Αραβία; romaniz.: Eudaimonía Arabía) é a denominação da parte meridional da Península Arábica, correspondente aos atuais Estados do Iêmem e Omã. A região era ocupada por tribos sedentárias que desenvolviam uma economia agrícola e mercantil nas regiões litorâneas da Península.
A parte norte do Iêmen e o Vale de Hadramaute constituem a parte mais fértil da Península Arábica, o que justificava a denominação Arábia Feliz. Na Antiguidade, a região era famosa pela exportação de mirra. Os romanos dividiram a Península Arábica em três partes: a Arábia Pétrea, a Arábia Deserta e a Arábia Feliz:
- A Arábia Pétrea corresponde à região mais ao norte, assim denominada por ser muito escarpada, com muitas colinas rochosas, dentre as quais, esta a cidade de Petra, capital do Reino dos Nabateus, acessível por estreito desfiladeiro. Por aí passavam todas as caravanas vindas do sul em direção ao Mar Mediterrâneo. Esta região foi conquistada pelo imperador Trajano, sendo transformada em província romana;
- A Arábia Deserta é a terra habitada por tribos de nômades que se auto denominavam beduínos, que se agrupavam em torno de poços e oásis. Estas tribos, muito belicosas, guerreavam entre si e contra os impérios Romano e Persa. Seus membros formavam e conduziam as caravanas que uniam a Arábia Feliz à Arábia Pétrea, passando pelas únicas cidades do imenso deserto: Iatrebe e Meca, lugar sagrado onde todas as tribos guardavam os objetos sagrados de seus deuses;
- A Arábia Feliz, era rica e generosa, localizada no sudoeste da Península Arábica, que foi um dos países mais ricos da Antiguidade, sendo o único lugar do mundo onde se produzia a mirra, um preciosíssimo unguento. Como na Abissínia, aí se produzia o olíbano, ou incenso. Era também parada obrigatória para os barcos que levavam as riquezas da Índia para Alexandria, no Egito.

Na Arábia Feliz, ao contrário das regiões do norte e central, a água não era escassa, tendo muito sido aproveitada no cultivo dos campos.  Era próspera por sua agricultura e por sua posição privilegiada para o comércio marítimo. Hoje o Iêmen é possivelmente o mais pobre dos países árabes.
A mais importante cidade da Arábia Feliz era Aden, em função de seu grande porto. A região era dividida em tribos e pequenos reinos, dentre os quais, no século VIII a.C., o mais poderoso era o Reino de Sabá. É célebre a passagem bíblica da Rainha de Sabá e do rei Salomão (Rs 10, 1-10). A capital do Reino de Sabá era Maribe e, posteriormente, Saná.  